# Filles et Garçons (film)
Pour le feuilleton australien, voir Filles et Garçons (série télévisée).
Pour plus de détails, voir Fiche technique et Distribution.
Filles et Garçons (Oltraggio al pudore) est un film franco-italien réalisé par Silvio Amadio et sorti en 1964.

## Synopsis
L'amour innocent de deux jeunes étudiants est contrarié par leurs familles respectives. Alors qu'ils sont parvenus à se rencontrer en secret dans un appartement miteux pour parler de leur avenir, ils se font arrêter à la sortie pour un baiser échangé dans la rue.

## Fiche technique
Sauf indication contraire, les informations mentionnées dans cette section peuvent être confirmées par la base de données cinématographiques IMDb,  présente dans la section « Liens externes ».
- Titre français : Filles et Garçons ou Outrage à la pudeur[1]
- Titre original : Oltraggio al pudore[2] ou Tutte le altre ragazze lo fanno[1]
- Réalisation : Silvio Amadio
- Assistant à la réalisation : Bona Magrini, Maurizio Tanfani
- Scénario : Carlo Romano, Silvio Amadio
- Photographie : Franco Villa (it)
- Montage : Luciano Cavalieri
- Musique : Gino Peguri
- Décors : Giantito Burchiellaro]
- Production : Folco Lulli, Saggitario Tirso
- Sociétés de production : Dicifrance, Sagittario Film, Tirso Film
- Pays de production :  Italie -  France
- Langue de tournage : italien
- Format : Couleur - Son mono - 35 mm
- Durée : 100 minutes[2]
- Genre : Comédie à l'italienne
- Dates de sortie :
  - Italie : 9 octobre 1964
  - France : 24 juin 1966[1]

## Distribution
- Jacques Perrin : Gabriele
- Rosemarie Dexter : Giovenella
- Folco Lulli : Le père de Gabriele
- Magali Noël : La sœur de Giovenella
- Gina Rovere : La mère de Giovenella
- Paola Pitti :
- Margarete Robsahm :
- Mario Scaccia :
- Vincenzo Talarico (en) :
- Bice Valori : Mme Magnini
- Arnoldo Foà : Ingegner Pascutti
- Luisa Della Noce : Mme Pascutti